# 浜田彪
濱田 彪（はまだ ひょう、1871年1月9日（明治3年11月19日） - 1938年（昭和13年）11月7日）は、日本の技術者、実業家。第3代三菱造船（現三菱重工業）会長を務めた。

## 人物・経歴
長崎県東彼杵郡福重村野田郷（現大村市野田町）で、初代村長一瀬信造の次男として生まれた。大村中学校（現長崎県立大村高等学校）卒業後、1891年東京工業学校（現東京工業大学）機械科卒業、三菱合資入社。長崎造船所で「常陸丸」の受注にあたるなどし、同所機械工場支配人を経て、1898年三菱造船所電気主任技師。三菱造船所副長を経て、1917年三菱造船長崎造船所所長。1920年三菱造船常務取締役。1925年三菱造船会長。1931年蔵前工業会理事長。墓所は多磨霊園。